# Doksy (Boêmia Central)
Doksy é uma comunas checa localizada na região da Boêmia Central, distrito de Kladno.